# Jack Dylan Grazer
Jack Dylan Grazer (Los Angeles, Kalifornia, 2003. szeptember 3. –) amerikai színész. 
Első szerepét 2014-ben kapta a The Greatest Event in Television History című televíziós műsorban. 2017-ben vált híressé, amikor megkapta Eddie Kaspbrak szerepét az Az című Stephen King-filmadaptációban. 2019 áprilisban a Shazam! című szuperhősfilmben is feltűnt, mint Freddy Freeman. Ő adja Alberto hangját a 2021-es Luca című filmben. 
2018-ban a The Hollywood Reporter a 18 év alatti 30 legjobb sztár közé választotta.

## Gyermekkora
Grazer a kaliforniai Los Angelesben született Angela Lafever és Gavin Grazer színész fiaként. Nagybátyja Brian Grazer producer.

## Magánélete
Évente két diák számára nyújt ösztöndíjat a Pacific Palisades-i Adderley School for Performing Arts iskolában, ahol ő maga is öregdiák.
2021 júliusában Grazer egy Instagram élő közvetítés során biszexuálisnak vallotta magát.

## Filmográfia

### Film
| Év   | Magyar cím                 | Eredeti cím                                   | Szerep                            | Magyar hang          |
| ---- | -------------------------- | --------------------------------------------- | --------------------------------- | -------------------- |
| 2015 |                            | Tales of Halloween                            | Joey Stranger fiatalon            |                      |
| 2017 | Az                         | It                                            | Eddie Kaspbrak                    | Straub Martin        |
| 2017 |                            | Scales: Mermaids Are Real                     | Adam Wilts                        |                      |
| 2018 | Csodálatos fiú             | Beautiful Boy                                 | Nic Sheff 12 évesen               |                      |
| 2019 | Az – Második fejezet       | It: Chapter Two                               | Eddie Kaspbrak fiatalon           | Kelemen Noel         |
| 2019 | Shazam!                    | Shazam!                                       | Freddy Freeman                    | Berecz Kristóf Uwe   |
| 2020 |                            | Don't Tell a Soul                             | Joey Chambliss                    |                      |
| 2021 | Csaó, Alberto! (rövidfilm) | Ciao Alberto                                  | Alberto Scorfano (hangja)         | Sándor Barnabás      |
| 2021 | Luca                       | Luca                                          | Alberto Scorfano (hangja)         | Sándor Barnabás      |
| 2021 | Hibás Ron                  | Ron's Gone Wrong                              | Barney (hangja)                   | Papp-Horváth Levente |
| 2022 |                            | Batman and Superman: Battle of the Super Sons | Superboy / Jonathan Kent (hangja) |                      |
| 2022 |                            | Dreamin' Wild                                 | Donnie Emerson fiatalon           |                      |
| 2023 | Shazam! Az istenek haragja | Shazam! Fury of the Gods                      | Freddy Freeman                    | Berecz Kristóf Uwe   |
| 2023 | Boldogság Owl városában    | Downtown Owl                                  | Eli                               | Gáll Dávid           |

### Televízió

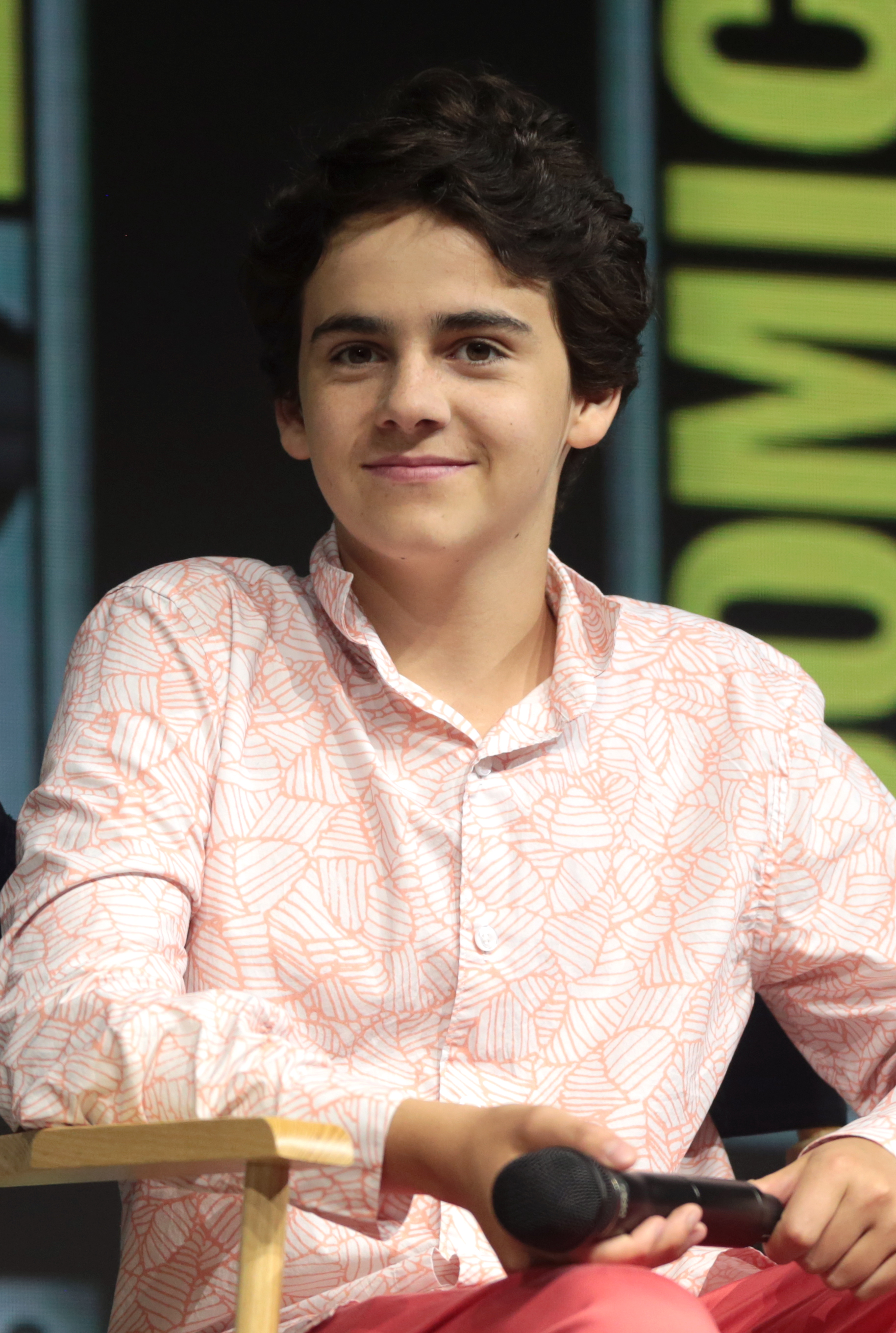
A 2018-as Comic-Con International rendezvényen

| Év      | Magyar cím      | Eredeti cím                              | Szerep                  | Megjegyzések          |
| ------- | --------------- | ---------------------------------------- | ----------------------- | --------------------- |
| 2014    |                 | The Greatest Event in Television History | fiú                     | 1 epizód              |
| 2015    |                 | Comedy Bang! Bang!                       | Kayden Aukerman         | 1 epizód              |
| 2017–18 |                 | Me, Myself & I                           | Alex Riley fiatalon     | főszereplő            |
| 2018    | Hallatlan       | Speechless                               | Rev                     | 1 epizód              |
| 2019    | Robotcsirke     | Robot Chicken                            | Freddy Freeman (hangja) | Shazam! promóció      |
| 2020    | Akik mi vagyunk | We Are Who We Are                        | Fraser Wilson           | főszereplő            |
| TBA     |                 | The Spiderwick Chronicles                | Thimbletack             | főszereplő (6 epizód) |

## Díjak és jelölések
| Év   | Díj                             | Jelölt mű                       | Kategória                    | Eredmény |
| ---- | ------------------------------- | ------------------------------- | ---------------------------- | -------- |
| 2017 | Fright Meter Awards             | Az                              | Legjobb férfi mellékszereplő | Jelölve  |
| 2018 | MTV Movie & TV Awards           | Az                              | Legjobb csapat               | Elnyerte |
| 2019 | Hollywood Kritikusok Egyesülete | Hollywood következő generációja | N/A                          | Elnyerte |

## Fordítás
- Ez a szócikk részben vagy egészben  a   Jack Dylan Grazer című angol Wikipédia-szócikk fordításán alapul.  Az eredeti cikk szerkesztőit annak laptörténete sorolja fel. Ez a jelzés csupán a megfogalmazás eredetét és a szerzői jogokat jelzi, nem szolgál a cikkben szereplő információk forrásmegjelöléseként.